# 上野美津恵
上野 美津恵（うえの みつえ、1972年8月22日 - ）は、日本の元女優。本名同じ。
東京都出身。FBSプロモーションに所属していた。

## 来歴
1992年に映画『オールナイトロング』でデビューし、映画やテレビドラマ、グラビアなどで活動。
1996年に芸名を広菜りえ子に改名するも、ほどなくして芸能界から引退した。2011年から映像コンテンツ権利処理機構に連絡のとれない権利者として掲載されている。
特技は、歌唱。

## 出演

### テレビドラマ
- 家栽の人（1993年、TBS）
- 清左衛門残日録 第2話（1993年、NHK）
- とっておきの夏（1994年、RKB）
- 土曜ドラマ / 幸福の条件（1994年、NHK）
- 宝引の辰捕者帳 第3話（1995年、NHK）
- 外科医柊又三郎（1995年、テレビ朝日） - 柊佳美
- 友達の恋人 第10話（1997年、TBS）
- エコエコアザラク 第5話（1997年、テレビ東京）

### 映画
- オールナイトロング（1992年） - 廃屋の少女
- みんな〜やってるか!（1994年） - バス停の若い女
- 渇きの街（1997年） - エリ
- 極楽修行 決着（1997年）

### オリジナルビデオ
- 鏡花狂恋（1993年）

## 写真集
- 「one's eye -熱い視線-」（1992年11月10日）